# غاسبار بيسيرا
غاسبار بيسيرا (بالإسبانية: Gaspar Becerra)‏ هو نحات ومهندس معماري ورسام إسباني، ولد في 1520 في بياسة في إسبانيا، وتوفي في 23 يناير 1568 في مدريد في إسبانيا.